# 사례 증거
사례 증거(anecdotal evidence) 또는 일화적 증거는 일화나 풍문 등의 형태를 취하는, 비형식적 증거이다. 사례 증거라고 하지만, "실제로 일어난 사례에 근거한 신뢰할 수 있는 증거"라는 의미가 아니라 오히려 정반대의 의미로 사용된다. 근거중심의학과 같은 과학적 근거의 반대말로 사용되는 경우가 많고, 과학적 근거는 형식적 증거로 된다. 사례 증거의 특성상 과학적 방법을 사용한 조사가 불가능하여 과학적 증거로서의 자격을 얻을 수 없는 경우가 있다. 사례 증거의 오용은 일종의 논리적 오류이다. 사례 증거는 전형적인 예만 있는 것이 아니다. 무엇이 전형적인가는 통계학적으로 더 정확하게 결정된다.
제품 / 서비스 / 아이디어의 광고나 프로모션에 사용된 경우에 사례 증거는 추천문 등으로 불리고 법률에 의해 금지되는 경우도 있다. 법률 관련에서도 일종의 증언을 사례 증거로 부를 수 있다. 심리학에 따르면 전형적인 사례보다 특수한 사례의 편이 기억되기 쉬운 것으로 알려져 있다 .
사례 증거의 모든 형식에 대해서 객관성있는 자체 평가를 한다면, 그 신뢰성은 의심스러운 것으로 될지도 모른다. 그것은 정보의 수집 · 문서 · 표현 또는 이들의 결합된 비 형식성의 결과이다. 사례 증거는 문서화되지 않은 증거를 의미하는 경우가 많다. 따라서 사례 증거의 신뢰성은 그것을 제출한 자(또는 집단)의 신뢰성에 의존한다.

## 과학에서 사례 증거
과학에서 사례 증거는 다음과 같이 정의된다.
- "사실과 철저한 연구에 근거하지 않는 정보"[2]
- "비과학적인 보고와 연구 결과로, 입증되지는 않았지만 조사 결과를 보조하는 것"[3]
- "일반적으로 과학적이지 못한 관찰자가 행한 보고"[4]
- "엄격 또는 과학적 분석이 아닌 약식보고"
- "풍문으로 유포한 정보인데, 과학적으로 문서화 되지 않은 것"

사례 증거는 형식성의 정도에 있어 다양하다. 예를 들어 의료에서 문서로 공표되는 사례 증거는 증례 보고(case report)라고도 하며 전문가에 의한 평가 대상이 되는 것으로, 증거로서는 보다 형식적인 부류이다. 그러한 증거는 과학적으로 간주되지는 않지만, 문제로 되고 있는 현상에 대한 보다 엄밀한 과학적 연구의 단서로 될 수 있다. 예를 들어, 어떤 연구에서는 부작용에 대한 47 개의 증례보고 중에서 35개는 나중에 "확실히 옳은" 것으로 밝혀졌다.
연구자는 새로운 가설을 시사 · 제안하는 증거로 사례 증거를 사용할 수도 있지만, 가설을 보강하는 증거로는 사례 증거를 결코 사용하지 않는다.

## 논리의 오류와 사례 증거
사례 증거는 종종 비 과학적이거나 유사 과학으로 생각된다. 증거의 수집과 설명할 때에 인지 편향이 작용하였을 수도 있기 때문이다. 예를 들어, 어떤 초자연적인 것이나 우주인이 발생했다고 주장하는 사람은 매우 자세한 체험을 이야기하지만, 이 경우에에 반증 가능성은 존재하지 않는다. 이러한 현상은 바넘 효과(포러 효과)에 의해 여러 사람의 집단에서도 발생할 수 있다.
사례 증거는 이용 가능성 휴리스틱 이론에 의하여 자주 오해되어, 발생 빈도가 과대 평가될 수 있다. 원인과 결과의 관계가 분명할 때, 사람들은 그러한 효과를 초래하는 원인 사건의 발생 확률을 과대 평가하는 경향이 있다. 특히 선명하고 감정적인 일화는 그럴듯하게 느껴져서 더 큰 가중치를 부과하는 경향이 있다. 관련된 문제로, 모든 단편적인 사례 증거를 평가하는 것은 일반적으로 불가능하며, 모집단 중에서 비슷한 경험을 하고 있으면서 사례 보고를 하지 않는 사람의 비율을 평가하는 것도 불가능하다.
비과학적인 사례 증거는 전후 즉 인과의 오류라고 하는 오류 추론을 수반하는 것이 일반적이다. 예를 들어, 상관 관계와 인과 관계를 혼동하여, 어떤 사건 이후에 다른 사건이 발생했을 때, 첫 번째 사건이 다음 사건의 원인이라고 단정하는 경향이 있다. 또 다른 오류로 귀납 추론에 관한 것도 있다. 실제로 어떤 일화가 논리적인 결론이 아니라 희망하는 결론을 기술한 경우, 잘못된 일반화와 성급한 일반화의 가능성이 있다. 아래의 예는 희망하는 결론의 증명으로서 제시된 사례 증거이다.
"신이 존재하여 오늘도 기적을 일으키고 있다는 풍부한 증거가 있다. 지난주 나는 한 소녀가 암으로 죽어 가고 있는 것을 알았다. 그녀의 가족은 모두 교회에 가서 그녀를 위해 기도하여 그녀의 암은 완치되었다. "
이러한 일화는 강력한 설득력이 있지만, 과학적 또는 논리적으로는 아무것도 증명하지 않는다. 그 아이는 가족이 기도하지 않았더라도 치료되었을 수 있으므로 회귀 오류의 사례일 수 있다. 사례 증거는 위약 효과와 구별 할 수 없다. 이중 맹검법에 의한 무작위적인 임상시험에 의해서만 가설을 검증 할 수 있다.
수사학 관련 사이트에는 다음과 같은 설명이 있다.
예를 들어, 사례 증거는 정의상, 다른 증거에 비해 통계적 신뢰성이 부족하고, 권위라는 가중치가 설명에 수반되어 있다. 그러나 사례 증거와 설명도 우리의 가정에 대한 이해에 영향을 미치고 결과적으로 우리의 판단에도 영향을 미친다. 설명과 일화의 상대적인 힘은 일반적으로 그것이 지지하고 있는 전제에 대한 명확성과 적용 가능성이라는 기능이다.  보관됨 2007-11-02 - 웨이백 머신
반대로 과학과 논리에서 "설명의 상대적인 힘"은 그것을 표준적 사례로 만들기 위한 검증 가능성에 기초하고 있다. 즉, 중립적인 조건에서 다른 연구자가 납득할 수 있는 방법으로 완벽하게 검증되어, 다른 연구자가 추가 시험할 수 있어야 한다.

## 법률
증인에 의한 증언은 법률에서 증거의 전형적인 형태로, 법률에는 증인에 의한 증거의 신뢰성과 확실성을 검증하는 메커니즘이 있다. 증거를 평가하는 법적 절차는 정형화되어 있다. 경우에 따라서는 집단 소송의 일부로써 증인이 괴롭힘에 관한 증언을 사례 증거로 말할 수 있다. 그러나 증언은 검증되어 신뢰성을 담보한다. 이를 위한 방법의 예로, 질문, 여러 증인에 의한 증거, 문서, 비디오 등이 있다. 확증과 구체적인 증거가 없기 때문에 법정 증언의 증거 능력을 검증할 수단이없는 경우, 그 증언은 판결을 검토할 때 그다지 중요하지 않은 것으로 된다.

## 법적 증거로서의 과학적 증거
경우에 따라서는 과학적 증거가 법정에서 법적 증거로 제시 될 수 있다. 실제로 미국에서는 전문가에 의한 증언은 도버트 기준을 만족시켜야 한다. 이 규칙에 의하면, 전문가가 증거를 보여주기 전에 그 방법론이 많은 과학자에게 널리 수용되어 있을 필요가 있다. 경우에 따라서는 사례 증거도 이 기준을 충족할 필요가 있다 (다른 증거를 보강하거나 반박하는 사례 보고 등).

## 같이 보기
- 편향 확증
- 과학적 방법
- 전문 증거